# Order Ernestyński
Order Ernestyński, Order Domowy Książęcy Sasko-Ernestyński (niem. Ernestinischer Orden, Herzoglich Sachsen-Ernestinischer Hausorden) – order dynastyczny i odznaczenie za zasługi nadawany przez książąt ze starszej linii Wettynów panującej w trzech księstwach Saksonia-Altenburg, Saksonia-Coburg-Gotha i Saksonia-Meiningen (obecnie, oprócz terenu Coburga, wchodzących w skład kraju związkowego RFN, Turyngii). Po 1918 roku stał się orderem domowym książąt linii ernestyńskiej.

## Historia
Po wymarciu linii Saksonia-Gotha-Altenburg w 1825 roku dokonano nowego podziału jej ziem i w ten sposób powstały trzy wyżej wymienione państwa. W dzień podpisania układu, 25 grudnia 1833, książęta: altenburski Fryderyk, kobursko-gotajski Ernest I i meiningeński Bernard Eryk Freund ustanowili Order Ernestyński. Nazwę otrzymał na cześć przodka tych trzech władców, panującego w XVII wieku księcia gotajskiego Ernesta I Pobożnego. Miał być głównie orderem domowym dla męskich członków tych trzech domów panujących, ale mógł być także nadawany poddanym tych księstw za zasługi cywilne i wojskowe.
Order miał początkowo cztery klasy:
- Krzyż Wielki (najwyżej 9 osób w randze tajnych radców),
- Komandor I Klasy (najwyżej 12 osób w randze co najmniej ministra lub generała),
- Komandor II Klasy (najwyżej 18 osób w randze co najmniej podpułkownika),
- Kawaler (najwyżej 36 osób).

Każdy z trzech dworów nadawał 1/3 każdej klasy i był zobowiązany zawiadomić pozostałe dwa dwory o przyznaniu odznaczenia. Książęta krwi otrzymywali order w 18 roku życia. Liczba nadań dla cudzoziemców nie podlegała ograniczeniom, ale nadanie takie musiało mieć zgodę co najmniej dwóch dworów.
W 1890 dodano piątą klasę:
- Kawaler II Klasy.

Do orderu dołączone były także:
- Krzyż Zasługi (złoty, srebrny i brązowy)
- Medal Zasługi (złoty i srebrny).

## Insygnia

Ruciany Herb Wettinów (obecnie herb Saksonii)

Insygnia orderu ernestyńskiego to krzyż oraz gwiazdy I i II klasy. Krzyż (różnej wielkości w poszczególnych klasach) to emaliowany na biało krzyż maltański z kroczącymi złotymi lwami między ramionami. W medalionie środkowym awersu znajduje się złote popiersie Ernesta Pobożnego patrzącego na prawo, otoczone niebieską opaską z dewizą orderu „Fideliter et constanter”. Medalion otoczony jest zielonym wieńcem dębowym ze złotymi żyłkami. Medalion rewersu zawiera „Ruciany Herb” Wettinów, otoczony niebieską opaską z napisem „25 December 1833” i okolony taki samym wieńcem dębowym jak na awersie. Order zawieszony jest na złotej koronie królewskiej. Do 1864 roku na górnym ramieniu awersu krzyża znajdowały się litery „F” (Fryderyk Altenburski), „E” (Ernest Gotajski) lub „B” (Bernard Meiningeński). Ośmiopromienna gwiazda I klasy składa się na przemian ze złotych i srebrnych promieni, nałożony na nią jest krzyż rewersu. Gwiazda II klasy (wprowadzona w 1865 roku) posiadała kształt rombu i taki sam krzyż jak gwiazda I klasy.
W 1850 roku wprowadzono klasę wojskową: przy pierwszym odznaczeniu tą klasą krzyż posiadał złote miecze podłożone pod lwy między ramionami, przy drugim skrzyżowane złote miecze pod koroną zawieszenia. Na gwieździe podkładano miecze pod jej krzyż.
Istniał także łańcuch orderowy przysługujący wyłącznie trzem suwerenom i innym głowom państw. Składał się na przemian z ogniw w formie białego krzyża z literą „E”, koron królewskich i złotych lwów. Odznaka orderu była tu zawieszona na „rucianym herbie” Wettinów.
Ustanowiony w 1866 srebrny krzyż zasługi orderu ernestyńskiego nadawany podoficerom i niższym urzędnikom miał formę krzyża ernestyńskiego, ale nie był emaliowany.
Order ernestyński noszony był na karmazynowej wstędze z zielonym paskiem na każdym boku, przy I klasie z prawego ramienia na lewy bok.
Order nie wygasł po 1918 roku, lecz był do 1936 nadawany (wszystkie klasy) przez b. księcia koburskiego Karola Edwarda i po 1955 (tylko I klasa) przez księżnę wdowę meiningeńską Klarę Marię (teściową Ottona Habsburga). Otrzymali go tylko jej wnukowie z rodziny Habsburgów oraz ok. 10 bliskich przyjaciół rodziny.
| Baretki Orderu Ernestyńskiego | Baretki Orderu Ernestyńskiego        | Baretki Orderu Ernestyńskiego       |
| ----------------------------- | ------------------------------------ | ----------------------------------- |
| wstążka podstawowa            | Krzyż Kawalerski II klasy z Mieczami | Krzyż Kawalerski I klasy z Mieczami |